# XXIII Batalion Saperów
XXIII batalion saperów (XXIII bsap)  – pododdział saperów  Wojska Polskiego w II Rzeczypospolitej.

## Historia batalionu
XXIII batalion saperów został sformowany na podstawie rozkazu Ministra Spraw Wojskowych Oddział I Sztabu Generalnego L 7600 z dnia 22 sierpnia 1921, w wyniku połączenia 3 kompanii VI batalionu saperów (3/VI bsap) i 3 kompanii XXI batalionu saperów (3/XXI bsap).
Z chwilą utworzenia XXIII batalionu saperów dotychczasowe kompanie zostały przemianowane odpowiednio: 3/VI bsap na 1 /XXIII bsap, a 3/XXI bsap na 2/XXIII bsap.
Nie mając swej historii wojennej, ma jednak XXIII batalion piękne chwile z czasów obejmowania Górnego Śląska przez Polskę. Wzruszające momenty przyjęcia Wojska Polskiego przez ludność związały batalion, a przezeń i 5 pułk saperów węzłami serdecznej przyjaźni z Górnym Śląskiem.
W 1925 została wprowadzona nowa organizacja inżynierii i saperów. W następstwie przeprowadzonej wówczas reorganizacji rozformowane zostało dowództwo XXIII bsap, a wchodzące w jego skład kompanie zasiliły pozostałe baony: 1/XXIII bsap została włączona w skład XXI batalionu saperów i przemianowana na 3/XXI bsap, natomiast 2/XXIII bsap została włączona w skład VI batalionu saperów i przemianowana na 3/VI bsap.

## Dowódcy batalionu
- kpt. Zdzisław Józef Groele
- mjr Bronisław Teodor Emil Czyżek[3] (do I 1924[4])
- mjr Józef Szkolnikowski (I 1924 - XI 1925[5])